# 街頭快打系列
- 關於原名為“Street Fighter”，其中大陸和香港譯“街頭霸王”，台灣譯“快打旋風”的格鬥遊戲，請見「街头霸王系列」。

街頭快打是由日本卡普空公司於1989年推出的大型電玩機台動作遊戲，其後推出後續版本，是款流行的清版动作游戏系列。

## 故事大綱
1990年，美国城市Metro City社会治安非常混乱，帮派横行。新上任的市长Mike Haggar是专业摔跤冠军出身，决心严打帮派活动。犯罪集团的头目于是绑架了市长的漂亮女儿Jessica，以给市长一个下马威，迫使其向暴力犯罪妥协。Haggar市长并没有被吓倒，决心‘以暴制暴’，用武力捍卫正义。在Jessica男友Cody（打架、武術、短刀高手）和Cody好友Guy（日本裔忍者，武神流忍法傳承人）的协力下，他们一举端掉了犯罪团伙，并救出了Jessica。

## 遊戲模式
该游戏是2D橫向动作清版遊戲的代表作品，打倒一定的敵人方可繼續前行，直至打倒該關的首領為止。这类游戏的节奏更快，操作上手更简单，背景场景更丰富。遊戲的叧一個特色是可取下地上的食物補足體力，更可获取武器（小刀、武士刀、鐵管）打击敵人。而每個角色皆有不同的技能及特性，例如科迪（Cody）能力平均，可持小刀连刺，凱（Guy）力量最弱但擁有很快的攻撃速度。哈格（Haggar）力量最強但動作很緩慢。
值得一提的是，该作在开发之初曾以‘街头霸王89’为代号，因美國卡普空分社表示不想要續作類型是清版動作遊戲，將街头霸王89改為現在的街頭快打。後來街頭快打角色也陸續於街头霸王系列參戰並兩者融合。

## 遊戲系列版本
- 快打旋风（Final Fight，1989）
- 快打旋风2（Final Fight II，1993）
- Mighty 快打旋风（MIGHTY Final Fight，1993）
- 快打旋风3（Final Fight III，1995）
- 快打旋风 复仇（Final Fight REVENGE，1999）
- 快打旋风 ONE（Final Fight ONE，2001）GameBoy Advance版
- 快打旋风 适者生存（Final Fight: Streetwise，2006）PlayStation 2美版
- 快打旋风：双重冲击（Final Fight: Double Impact，2010）

## 遊戲人物

### 英雄角色
- FINAL FIGHT I

| 角色名字     | 角色漢字                      | 格鬥流派                            | 特殊招式                            | 簡介                                                   |
| CODY TARVERS | 科迪·特拉弗斯 寇迪·特拉维斯   | 喧嘩空手 （武器：小刀）             | ‧連打擊 ‧神風踢                     | 男，嫉惡如仇的大英雄，以喧嘩殺法為主。                 |
| GUY          | 凱 盖 盖伊                    | 武神流忍法 （武器：日本刀、雙節棍） | ‧武神旋風腳 ‧通打 ‧千拳唯打掌       | 男，武神流忍法第39代繼承者。曾消滅多個邪惡組織的忍者。 |
| MIKE HAGGAR  | 迈克·哈格 麦克·哈格 迈克·哈卡 | 摔角 （武器：水管）                 | ‧螺旋雙截拳 ‧回轉斧振殺 ‧超螺旋打桩 | 男，美國METRO CITY市長，前任職業摔角手。               |

- FINAL FIGHT II

| 角色名字        | 角色漢字   | 格鬥流派                   | 特殊招式        | 簡介                                                 |
| CARLOS MIYAMOTO | 宮本卡洛斯 | 拳法+空手 （武器：武士刀） | ‧回天斬 ‧車輪投 | 男，生長於南美並學習不同武術，但喜愛使用武士刀作戰。 |
| MAKI GENRYUSAI  | 源柳齋真紀 | 武神流忍法 （武器：鐵拐）  | ‧烈風腳         | 女，修練武神流忍法。追踪同門兼姐夫的GUY。            |

- FINAL FIGHT III

| 角色名字      | 角色漢字    | 格鬥流派                                                  | 特殊招式                        | 簡介 |
| DEAN SHEPARDS | 迪恩·谢帕兹 | 我流（搭配聚集空氣中的能量並立刻使出電擊） （武器：鐵錘） | ‧无影真空擒 ‧疾電勾拳 ‧殛電狂暴 | 男，三代的主角，街頭格鬥家，具有發電的特殊能力。骷髏十字邀其加入幫會，遭拒絕後幫會派人殺害其家人，自此誓要報仇。 |
| LUCIA MORGAN  | 露西亞·摩根 | 中國北腿 （武器：伸縮棒）                                 | ‧天升腳 ‧炎焰腳 ‧超爆烈腳       | 女，METRO CITY特別犯罪應變小組刑警。                                                                             |

- FINAL FIGHT STREETWISE

| 角色名字     | 角色漢字      | 格鬥流派        | 特殊招式 | 簡介 |
| KYLE TRAVERS | 凱爾·特拉维斯 | 軍用格鬥術+摔角 | -        | 男，本作的主角，27歲，前陸軍軍隊成員，CODY的親生弟弟。父母早逝，由哥哥CODY養大，學懂於METRO CITY生存的道理，實力全靠雙手爭來，於地下競技場打出名堂。 |

### 救世主
| 角色名字     | 角色漢字    | 簡介 |
| Father BELLA | 貝拉教父    | 前黑幫MAD GEAR首領BELGER的弟弟，命令張博士研發毒品GLOW，目的是想成為METRO CITY的「救世主」，事件使CODY上癮。 |
| The Weasel   | 黃鼠狼      | 原名Nicholas Wissell，Father BELLA的手下，負責分銷毒品，從不與Kyle作正面交鋒。                               |
| Blades       | 刀鋒        | 原名Dino，Father BELLA的部下，負責殺死阻止計劃的人。                                                         |
| The Stiff    | 僵屍        | 原名Devin Aranoc，前Father BELLA的部下。                                                                     |
| Vito Bracca  | 維托·巴拉卡 | 前Father BELLA的部下。                                                                                       |
| Pestilence   | 瘟疫        | Father BELLA的部下張博士替實驗體注射毒品GLOW而製造的巨人怪物。                                               |

### 其他
| 角色名字       | 角色漢字    | 簡介                                                                      |
| Jessica HAGGAR | 潔西卡·哈格 | 哈格市長（Mayor Haggar）的女兒及Cody的前任女朋友。                        |
| GENRYUSAI      | 源柳齋      | 曾遭日本Mad Gear分部首領烈綁架，武神流忍法第37代繼承人，Guy的外父。       |
| Rena GENRYUSAI | 源柳齋麗奈  | 曾遭日本Mad Gear分部首領烈綁架，真紀的姐姐。與父親源柳齋的徒弟GUY有婚約。 |
| Vanessa SIMS   | 凡妮莎·辛斯 | Kyle的女朋友，Barfly Lounge的調酒師。                                     |
| Sergeant SIMS  | 賽尚·辛斯   | Vanessa的親生哥哥，現搗破一宗高純度的毒品案GLOW而當卧底。                 |
| Madame Celeste | 喜萊思女士  | Kyle的鄰居，是一名占卜師。                                                |
| Paco           | 帕可        | Kyle的鄰居，表面是一名紋身師，其實是一名拳手。                            |

## 评价
2010年，Game Informer将快打旋风列为十大需要重制的游戏系列。

## 外部連結
- Final Fight （页面存档备份，存于）